# Relaciones Bonaire-Venezuela
Las relaciones Bonaire-Venezuela se refieren a las relaciones internacionales que existen entre Bonaire, país autónomo insular de Países Bajos, y Venezuela.

## Historia
Las islas ABC son dependencias de los Países Bajos a menos de 25 kilómetros de las costas venezolanas.[cita requerida]
Las relaciones diplomáticas entre Países Bajos y Venezuela fueron establecidas en 1921 después del establecimiento después de la firma de un tratado en Caracas el 11 de mayo de 1920.
Países Bajos y Venezuela firmaron un Tratado de Límites marítimos en 1978 que fijó las fronteras y límites marítimos en el Mar Caribe entre las Antillas Neerlandesas para entonces y Venezuela.
El presidente venezolano Hugo Chávez llamó a la "independencia revolucionaria" de las islas, una propuesta que preocupó a varios habitantes de las islas y miembros del alto mando militar neerlandés.[cita requerida] En enero de 2010 el primer ministro neerlandés Jan Peter Balkenende rechazó las acusaciones de Chávez de que aviones militares estadounidenses estaban siendo desplegados en las Antillas Neerlandesas como parte de un plan de ataque; Chávez había mostrado la fotografía de un avión Lockheed P-3 Orion como prueba. Balkenende respondió que la foto había sido sacada de Wikipedia y que databa de 2002, y señaló que los aviones estaban siendo usados para combatir contra el narcotráfico, pidiéndole a Chávez de que se discutiera apropiadamente sobre problemas reales.
En 2019, durante la crisis presidencial de Venezuela, Países Bajos reconoció a Juan Guaidó como presidente de Venezuela. Durante el envío de ayuda humanitaria a Venezuela, el 13 de febrero se anunció que la tercera y última base de operaciones para el acopio y traslado de la ayuda humanitaria sería la isla de Curazao; Países Bajos planeó llevar un cargamento de ayuda humanitaria de Willemstad, Curazao, hasta Puerto Cabello y el Puerto de La Guaira. El 19 de febrero Nicolás Maduro ordenó cerrar la frontera con las regiones neerlandesas en el Caribe de Aruba, Bonaire y Curazao.